# ペテル・クリスティン・アスビョルンセン

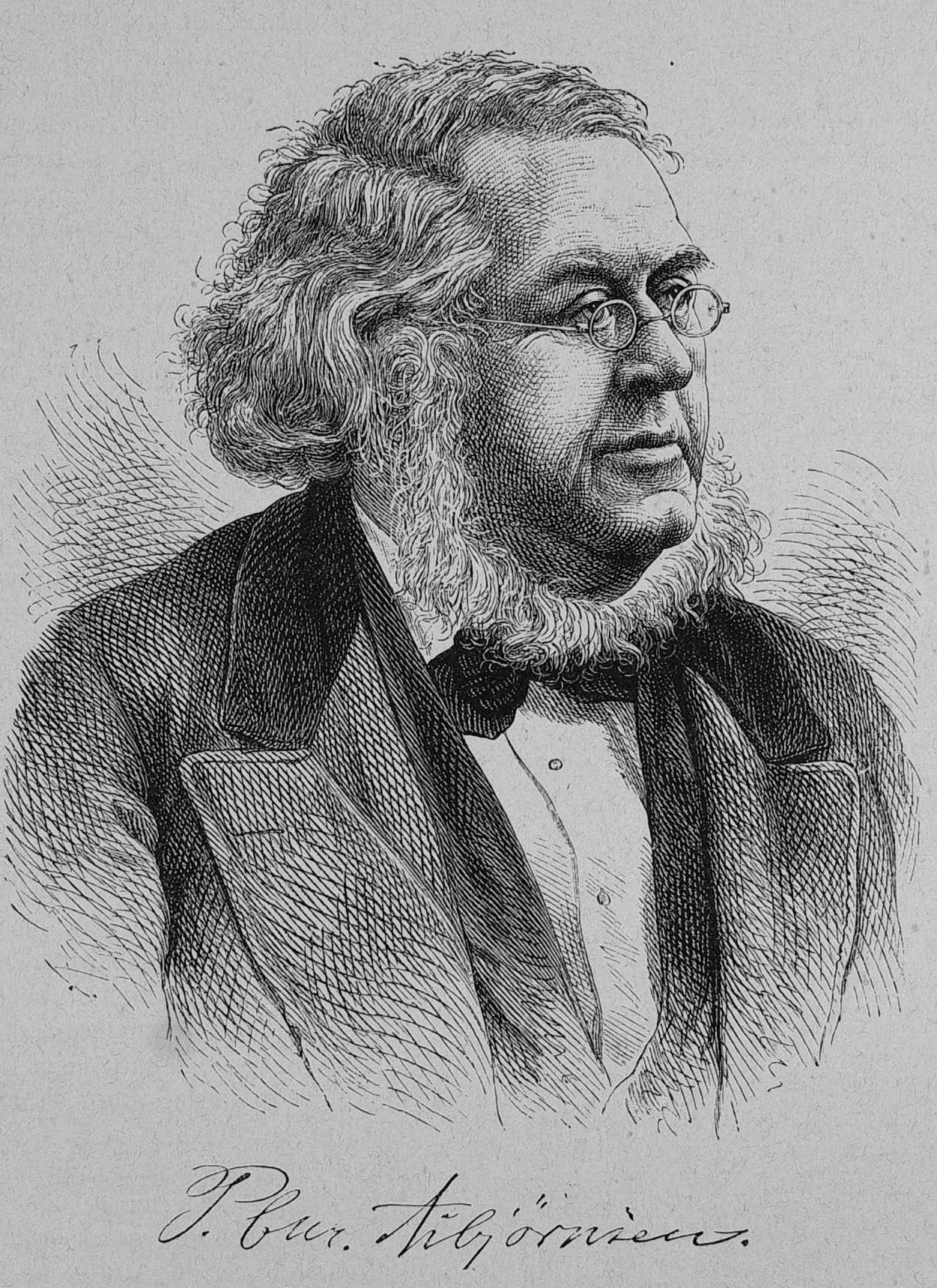
P.C.アスビョルンセン

ペテル・クリスティン・アスビョルンセン（ノルウェー語:Peter Christen Asbjørnsen、頭文字をとってP.C.アスビョルンセンと表記する場合も、1812年1月15日 - 1885年1月6日）は、ノルウェーの民話作家、自然科学者、民俗学者、動物学者である。代表作に友人のヨルゲン・モー（Jørgen Moe）と共著の『ノルウェー民話集』がある。この『ノルウェー民話集』はアスビョルンセンとモーの共著によることから『アスビョルンセンとモー』というタイトルでも知られている。
アスビョルンセンはまた、「がらがらどん」という同じ名前をもつ3匹の山羊が餌を求めて冒険に出かける童話である『三びきのやぎのがらがらどん』の作者としても知られている。この作品は『ノルウェー民話集』に収録されている。

## 概要
1812年1月15日、ノルウェーのクリスチャニア（現:オスロ）に生まれる。モーとはアスビョルンセンが15歳の頃から知り合いであり、1833年にオスロ大学に入学し、ノルウェーに伝わる伝説や民話を収集するためにノルウェー各地を回った。また、動物学者としてハダンゲルフィヨルド（Hardangerfjord）を調査した。
アスビョルンセンは学生時代より民話をいくつか記録しており、家庭教師の仕事をしながらも収集を続け、アスビョルンセンとモーに先立ってノルウェーの民話をまとめたアンドレアス・ファイエ（Andreas Faye）より「民話特命大使に任命する」という趣旨の言葉で締めくくられた礼状を受け取った。
当初、大学でアスビョルンセンは植物学を専攻していたが、グリム兄弟による『グリム童話』を読んだことをきっかけに、モーと共同しての民話集の刊行に乗り出し、1841年に『ノルウェー民話集』を刊行した。その後は全2巻からなる『ノルウェー妖精物語と伝説集』（1845年 - 1848年）も刊行し、これはノルウェー語の純化に役立った。
1885年1月6日、故郷のクリスチャニアで亡くなる。
2012年現在、ノルウェーの50クローネ紙幣に肖像画が描かれてある。

## アスビョルンセンが登場する作品
- 結賀さとるの漫画『九 neuntote』 - 吸血鬼の主人公ノウェム（ゲルトルート=リウドルフ）に幼い頃に救われ、放浪の旅から戻った矢先に再会する。